# Lindauer Allee (metrostation)
Lindauer Allee is een station van de metro van Berlijn, gelegen onder de gelijknamige straat in het Berlijnse stadsdeel Reinickendorf. Het metrostation werd geopend op 24 september 1994 en is onderdeel van lijn U8.
Al sinds de bouw het Märkisches Viertel in de jaren 1960 wilde men deze grootschalige nieuwbouwwijk aansluiten op het metronet. In de tachtiger jaren besloot men hiertoe de U8 te verlengen naar het noorden. In 1987 bereikte de lijn Parcacelsus-Bad, zeven jaar later volgde de verlenging naar het huidige eindpunt Wittenau, via de stations Lindauer Allee, Karl-Bonhoeffer-Nervenklinik en Rathaus Reinickendorf.
De stations op het noordelijke deel van de U8, alle van de hand van architect Rainer Rümmler, onderscheiden zich door een monumentaal en kleurrijk ontwerp, waarin verwijzingen naar de naam of omgeving van het station een belangrijke rol spelen. In het door groene tinten gedomineerde station Lindauer Allee is de lindeboom uit het wapen van de Zuid-Duitse stad Lindau terug te vinden in decoraties op de wanden. Ook het timpaan boven de sporen wordt gesierd door een linde, waarvan de stam doorloopt in een pilaar. Dit soort "totaalontwerp", waarbij een maximaal aantal bouwkundige elementen bij de kunstzinnige aankleding wordt betrokken, is kenmerkend voor Rümmlers late stijl.
Atypisch zijn de zijperrons van het station; al sinds het begin van de 20e eeuw zijn eilandperrons namelijk de standaard in de Berlijnse metro. De tussenverdieping, aan de westzijde van het station, hangt als een balkon boven de sporen in de plaatselijk verhoogde hal. Vanaf de tussenverdieping leiden uitgangen naar beide zijden van de Lindauer Allee, ter hoogte van het Kienhorstpark. Zoals alle in de jaren 1990 gebouwde metrostations in Berlijn is station Lindauer Allee uitgerust met liften.